# Андрицкий, Миклауш
Миклауш (Николаус, Миклавш) Андрицкий (в.-луж. Mikławš Andricki; 30 мая 1871, Паншвиц-Кукау — 18 декабря 1908, Циттау, Саксония) — католический священник, серболужицкий прозаик, публицист, переводчик, редактор журнала «Łužica», деятель национального движения лужицких сербов.

## Биография
В 1883—1886 обучался в католической семинарии Баутцена, в 1886—1895 — в Лужицкой семинарии в Праге, в 1886—1892 — пражской немецкой гимназии, в 1892—1895 изучал теологию. В 1895—1908 — служил священником. В период обучения в Праге был членом студенческого кружка «Сербовка» при Серболужицком семинарии.
Противник германизации, один из самых активных младосербов конца XIX века. Член «Матицы сербской». В 1895 году организовал XXI молодёжный летний лагерь-фестиваль для лужицких гимназистов под названием «Схадзованка». В 1896—1904 гг. редактировал журнал младосербов «Łužica», в 1903 — «Katolski Posoł», церковную газету лужицкого общества Кирилла и Мефодия для лужичан-католиков в Верхней Лужице.
В 1900—1906 гг. — основатель и секретарь рабочей группы сербских писателей, за патриотическую деятельность получил от церковных властей выговор. В 1904 году отбывал заключение в монастырской тюрьме имперской столицы.
Умер от туберкулеза.
Старший брат серболужицкого дирижёра и общественного деятеля Яна Андрицкого и дядя католического блаженного Алоиза Андрицкого.

## Творчество
Один из лучших стилистов лужицкой литературы. Автор многих одноактных пьес.
Написал первую биографию лужицкого поэта Якуба Барт-Чишинского.
Переводил с польского и чешского языков произведения Генрика Сенкевича, Яна Неруды, Алоиса Йирасека и др.
Использовал псевдонимы: Альфа, Аристарх, Дикси, Handrij, IMPIGER, Лузан, Łužičan, Силуан, Spectator, Wuj Łazowski.

## Избранные работы
- Pola stareje maćerje (1894)
- Listy z Prahi z lět 1886 do 1895
- Koło serbskich spisowaćelow (1900)
- Jakub Ćišinski (1906)
- Gero (1906)
- Boži woheń a druhe wobrazki (1937)
- Hana Rafeltowa a druhe powědančka (1962)
- Zrudoba to běše a nadźija (1988)